# Rismel
Rismel er en form for mel lavet af ris. Det er anderledes en risstivelse, der ofte produceres ved at udbløde ris i lud. Rismel er en almindelig erstatning for hvedemel. Det bruges også som fortykningsmiddel i opskrifter der sættes i køleskabet eller fryses, da det hæmmer væskeseparation.

## Production
Rismel laves af enten hvid ris eller brun ris. For at lave melet, fjernes risskroget og den rå ris fås. Det er den rå ris der males til mel.
| Mad og drikke | Spire Denne artikel om mad og drikke er en spire som bør udbygges. Du er velkommen til at hjælpe Wikipedia ved at udvide den. |